# Lave-bassin
Un lave-bassin (ou lave-bassins) est un dispositif permettant de vider, nettoyer et désinfecter les réceptacles à déjections humaines tels que bassins de lit, urinaux, bocaux à diurèse, seaux de chaises percées, etc.

## Utilisation
Le lave-bassin est utilisé dans les établissements de santé tels que cliniques, hôpitaux, EHPAD et de manière générale dans tout établissement qui héberge des patients continents ne pouvant cependant pas accéder aux toilettes.
On trouve généralement les lave-bassins dans un local spécifique nommé local vidoir. Cette pièce est organisée selon le principe de la marche en avant (organisation qui fait cheminer l'utilisateur du plus sale au plus propre).
Son utilisation permet d'éviter le vidage manuel qui, parce qu'il génère des éclaboussures risque de contaminer les lieux ainsi que le soignant. Il a aussi pour fonction de supprimer le nettoyage par brossage ou à la douchette qui génèrent des aérosols.
Également appelé laveur-désinfecteur, il participe à la lutte contre les infections nosocomiales.

## Types de lave-bassin
Il existe deux types de lave-bassin : le lave-bassin chimique et le lave-bassin thermique

### Lave-bassins chimiques
Le lave-bassin à désinfection chimique permet d’effectuer une désinfection des réceptacles à déchets humains grâce à la pulvérisation d’un produit désinfectant. Il tend à disparaître en raison de son impact négatif sur l’environnement, du coût lié à son utilisation (consommable) et à la difficulté de garantir une exposition parfaite de l’ustensile à l’agent désinfectant.

### Lave-bassins thermiques
Le lave-bassin thermique utilise l’eau du réseau pour le nettoyage. Cette eau est pulvérisée à haute pression par des buses fixes ou rotatives dans et sur les récipients. La désinfection thermique se fait au moyen d'un générateur de vapeur intégré ou une source de vapeur externe. La vapeur est injectée dans la chambre du lave-bassin par l’intermédiaire des tuyaux et des buses fixes et rotatives ayant servi au lavage afin de garantir une désinfection impeccable des récipients ainsi que de l’ensemble de la tuyauterie.
Ce système préserve l’environnement et évite les allergies et autres problèmes dermiques et respiratoires liés à l’utilisation de produits chimiques. Parce que l’agent désinfectant est de la vapeur, il est aisé de contrôler la température et la durée du processus. La mémorisation de ces données permet de contrôler la qualité du fonctionnement de l’appareil.

## Norme
La norme ISO 15883 définit la qualité du lavage et de la désinfection selon la méthode A0. La valeur A0 préconisée par la norme est A0 = 60.

## Fonctionnement
Le lave-bassin fonctionne généralement en trois phases :
1. Une phase de vidage des déchets. Celui-ci peut se faire par simple fermeture de la porte ou par retournement du support. Cette fonction explique le besoin de raccorder une évacuation de diamètre adapté à un circuit dit « eaux vannes ».
2. Ensuite, a lieu une phase de nettoyage durant laquelle sont rincés les ustensiles pour éliminer les souillures grossières, puis sont lavées les surfaces internes et externes des récipients. Cette phase utilise des quantités d’eau et des températures d’eau différentes selon le cycle sélectionné.
3. Enfin, une phase de désinfection selon la méthode spécifiée dans la norme EN ISO 15883 s’enclenche.

Une 4e phase de refroidissement termine généralement le cycle. Selon la norme EN ISO 15883, celle-ci peut se faire par projection d’eau venant directement du réseau (sans passer par le réservoir) ou, plus récemment par aspiration de l’air chaud et son remplacement par de l’air frais et filtré. Cette méthode, de par la technique employée, a des vertus séchantes.